# Padjeluoppal
Padjeluoppal är en sjö i Jokkmokks kommun i Lappland och ingår i Luleälvens huvudavrinningsområde. Sjön har en area på 0,142 kvadratkilometer och ligger 284,4 meter över havet. Sjön avvattnas av vattendraget Nautasätno (Nautasjåkkå).

## Delavrinningsområde
Padjeluoppal ingår i det delavrinningsområde (741685-165249) som SMHI kallar för Utloppet av Padjeluoppal. Medelhöjden är 296 meter över havet och ytan är 0,83 kvadratkilometer. Räknas de 30 avrinningsområdena uppströms in blir den ackumulerade arean 744,08 kvadratkilometer. Nautasätno (Nautasjåkkå) som avvattnar avrinningsområdet har biflödesordning 3, vilket innebär att vattnet flödar genom totalt 3 vattendrag innan det når havet efter 224 kilometer. Avrinningsområdet består mestadels av skog (79 procent). Avrinningsområdet har 0,14 kvadratkilometer vattenytor vilket ger det en sjöprocent på 17,2 procent.